# Hermann Oberth
Hermann Julius Oberth (tiếng Đức: [ˈhɛrman ˈjuːli̯ʊs ˈoːbɛrt]; 25 tháng 6 năm 1894 – 28 tháng 12 năm 1989) là một nhà vật lý và kỹ sư người Đức gốc Áo-Hung. Ông được coi là một trong những người sáng lập ra tên lửa và du hành vũ trụ, cùng với Robert Esnault-Pelterie của Pháp, Konstantin Tsiolkovsky của Nga và Robert Goddard của Mỹ.

## Thiếu thời

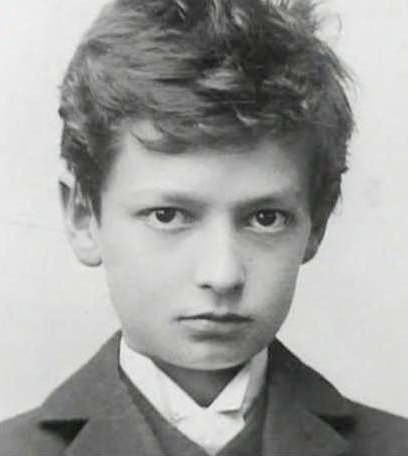
Hermann Oberth khi còn là một cậu bé, khoảng năm 1901

Oberth được sinh ra trong một gia đình Transylvania Saxon ở Hermannstadt (Nagyszeben), Áo-Hungary, ngày nay là Sibiu ở România. Vào năm 11 tuổi, Oberth đã say mê với lĩnh vực mà ông ghi dấu ấn của đời mình thông qua việc đọc các tác phẩm của Jules Verne, đặc biệt là Từ Trái Đất lên Mặt Trăng và Vòng quanh Mặt Trăng, đọc đi dọc lại đến mức thuộc lòng từng đoạn. Chịu ảnh hưởng bởi những cuốn sách và ý tưởng của Verne, Oberth đã chế tạo tên lửa mô hình đầu tiên của mình khi còn là một học sinh ở tuổi 14. Trong các thí nghiệm thời trẻ, ông đã độc lập đề ra khái niệm tên lửa đa tầng, nhưng về sau do thiếu nguồn lực để theo đuổi bất kỳ ý tưởng nào ngoại trừ ở mức độ bút chì và giấy.
Năm 1912, Oberth bắt đầu nghiên cứu y học ở Munich, Đức, nhưng khi Thế chiến I bùng nổ, ông nhập ngũ Lục quân Đế quốc Đức, được phân công vào một tiểu đoàn bộ binh và được gửi đến Mặt trận phía Đông chống lại Nga. Năm 1915, Oberth được chuyển đến một đơn vị y tế tại một bệnh viện ở Segesvár (tiếng Đức: Schäßburg, tiếng România: Sighișoara), Transylvania, ở Áo-Hungary (ngày nay là România). Tại đây, ông tìm thấy thời gian rảnh rỗi để thực hiện một loạt các thí nghiệm liên quan đến tình trạng không trọng lượng, và sau đó đã tiếp tục những thiết kế tên lửa của mình. Đến năm 1917, ông đã gửi bản thiết kế một tên lửa sử dụng nhiên liệu đẩy lỏng lên đến 180 dặm cho Hermann von Stein, Bộ trưởng Chiến tranh Phổ.
Ngày 6 tháng 7 năm 1918, Oberth kết hôn với Mathilde Hummel, cả hai có với nhau bốn đứa con. Trong số này có một người con trai đã chết như một người lính trong Thế chiến II, và một cô con gái cũng chết trong chiến tranh vì một vụ nổ tình cờ tại một nhà máy oxy lỏng vào tháng 8 năm 1944. Năm 1919, Oberth lại một lần nữa chuyển đến Đức vào thời gian này để nghiên cứu vật lý, ban đầu cư trú ở Munich rồi sau chuyển đến Göttingen.
Năm 1922, luận án tiến sĩ đề xuất của Oberth về khoa học tên lửa đã bị từ chối là "không tưởng". Tiếp theo, ông đã có tác phẩm dài 92 trang được xuất bản riêng vào tháng 6 năm 1923 với tư cách là cuốn sách gây tranh cãi đôi chút, Die Rakete zu den Planetenräumen ("Tên lửa vào Không gian Hành tinh"). Đến năm 1929, Oberth đã mở rộng tác phẩm này thành một cuốn sách dài 429 trang có tựa đề Wege zur Raumschiffahrt ("Đường vào Du hành Không gian"). Oberth về sau bình luận rằng ông đã đưa ra lựa chọn có chủ ý không viết luận án tiến sĩ khác. Ông viết, "Tôi đã kiềm chế không viết một bài khác, tự nghĩ: Đừng bận tâm, tôi sẽ chứng minh rằng tôi có thể trở thành một nhà khoa học vĩ đại hơn một số bạn, ngay cả khi không có danh hiệu Tiến sĩ." Oberth chỉ trích hệ thống giáo dục của người Đức, nói rằng "Hệ thống giáo dục của chúng ta giống như một chiếc ô tô có đèn hậu cực mạnh, soi sáng quá khứ. Nhưng nhìn về phía trước, mọi thứ gần như không thể nhận ra nổi." Hermann Oberth cuối cùng đã được trao bằng cấp về vật lý với cùng một bài nghiên cứu tên lửa mà ông đã viết trước đây, bởi Đại học Cluj, România, dưới thời giáo sư Augustin Maior, vào ngày 23 tháng 5 năm 1923.
Oberth trở thành thành viên của Verein für Raumschiffahrt (VfR) – "Hội Du hành Không gian" – một nhóm tên lửa nghiệp dư lấy cảm hứng lớn từ cuốn sách của ông, và Oberth đóng vai trò là cố vấn cho những người đam mê gia nhập Hội. Oberth không có cơ hội làm việc hoặc giảng dạy ở cấp đại học hoặc viện đại học, cũng như nhiều chuyên gia được giáo dục tốt về khoa học vật lý và kỹ thuật trong khoảng thời gian từ thập niên 1920 đến thập niên 1930 – do tình hình trở nên tồi tệ hơn trong cơn Đại suy thoái toàn cầu khởi đầu năm 1929. Do đó, từ năm 1924 đến 1938, Oberth đã trợ giúp bản thân và gia đình bằng cách đi dạy vật lý và toán học tại trường Trung học Stephan Ludwig Roth ở Mediaş, România.

## Tên lửa và du hành không gian
Trong các năm 1928 và 1929, Oberth còn làm việc ở Berlin trong vai trò là nhà tư vấn khoa học cho bộ phim Frau im Mond ("Người phụ nữ trên Mặt Trăng"), được đạo diễn và sản xuất bởi nhà tiên phong điện ảnh vĩ đại Fritz Lang tại công ty Universum Film AG. Bộ phim này có giá trị to lớn trong việc phổ biến các ý tưởng về tên lửa và thám hiểm không gian. Một trong những nhiệm vụ chính của Oberth là chế tạo và phóng tên lửa như một sự kiện công khai ngay trước khi bộ phim ra mắt. Ông cũng thiết kế mô hình của Friede, tên lửa chính được miêu tả trong phim.
Ngày 5 tháng 6 năm 1929, Oberth đã giành giải nhất (Robert Esnault-Pelterie - André-Louis Hirsch) Prix REP-Hirsch của Hội Thiên văn học Pháp vì đã thúc đẩy du hành vũ trụ trong cuốn sách Wege zur Raumschiffahrt ("Đường vào Du hành Không gian") đã mở rộng Die Rakete zu den Planetenräumen thành một cuốn sách dài như thường lệ. Cuốn sách này được đề tặng cho Fritz Lang và Thea von Harbou.
Vào mùa thu năm 1929, Oberth đã tiến hành bắn tĩnh điện động cơ tên lửa nhiên liệu lỏng đầu tiên của mình, mà ông đặt tên là Kegeldüse. Động cơ được Klaus Riedel chế tạo trong một công xưởng được cung cấp bởi Viện Công nghệ Hóa học Reich, và dù không có hệ thống làm mát, nhưng nó đã chạy được trong thời gian ngắn. Ông đã được giúp đỡ trong thí nghiệm này bởi một sinh viên 18 tuổi tên là Wernher von Braun, sau này trở thành cây đại thụ trong cả ngành kỹ thuật tên lửa của Đức và Mỹ từ những năm 1940 trở đi, đỉnh cao là tên lửa Saturn V khổng lồ khiến con người có thể hạ cánh trên Mặt Trăng vào năm 1969 và trong vài năm sau đó. Thật vậy, Von Braun đã nói về ông như sau:
Hermann Oberth là người đầu tiên, khi nghĩ về khả năng hiện thực hóa của tàu vũ trụ đã nắm lấy thước loga và trình bày các khái niệm và thiết kế được phân tích về mặt toán học.... Tôi, bản thân tôi, nợ ông ấy không chỉ là ngôi sao dẫn đường của cuộc đời tôi, mà còn là mối liên hệ đầu tiên của tôi với các khía cạnh lý thuyết và thực tiễn của tên lửa và du hành không gian. Một nơi danh dự nên được dành riêng trong lịch sử khoa học và công nghệ cho những đóng góp đột phá của ông ấy trong lĩnh vực du hành không gian.

Năm 1938, gia đình Oberth rời khỏi Sibiu, România, trước tiên, tới định cư ở Áo, sau cư trú tại nước Đức Quốc xã, rồi dời sang Mỹ, và cuối cùng trở về một nước Đức tự do. Bản thân Oberth đã chuyển đến Technische Hochschule ở Vienna, Áo, sau đó đến Technische Hochschule ở Dresden, Đức. (Technische Hochschule tại thời điểm đó là một trường địa học kỹ thuật cung cấp khóa đào tạo chuyên nghiệp nâng cao trong các lĩnh vực được chọn, thay vì là một thiết chế cũng tham gia vào nghiên cứu cơ bản như một viện đại học.)
Oberth chuyển đến Peenemünde, Đức, vào năm 1941 để làm việc trong chương trình tên lửa Aggregate. Vào khoảng tháng 9 năm 1943, ông đã được trao giải Kriegsverdienstkreuz I Klasse mit Schwertern (Thập tự giá Chiến công Cấp 1, với Kiếm) vì "hành vi dũng cảm, xuất sắc... trong suốt cuộc tấn công" vào Peenemünde trong Chiến dịch Hydra, một phần của Chiến dịch Crossbow.
Về sau ông tập trung vào việc chế tạo tên lửa phòng không sử dụng nhiên liệu rắn tại tổ chức quân sự WASAG của Đức gần Wittenberg. Vào khoảng cuối Thế chiến II ở châu Âu, gia đình Oberth dời sang thị trấn Feucht, nằm gần Nuremberg, nơi trở thành một phần thuộc Vùng chiếm đóng của Mỹ, và cũng là nơi diễn ra các phiên tòa xét xử tội ác chiến tranh cấp cao của các nhà lãnh đạo Đức Quốc xã còn sống sót. Oberth được phép rời khỏi Nuremberg chuyển sang Thụy Sĩ vào năm 1948, nơi ông làm tư vấn độc lập và viết văn.
Năm 1950, Oberth chuyển đến Ý, nơi ông đã hoàn thành một số công việc mà ông đã bắt đầu tại tổ chức WASAG cho Hải quân Ý mới. Năm 1953, Oberth quay trở lại Feucht, Đức, để xuất bản cuốn sách Menschen im Weltraum (Con người tiến vào Vũ trụ), trong đó ông mô tả ý tưởng của mình về kính thiên văn phản xạ ngoài không gian, trạm vũ trụ, tàu vũ trụ chạy bằng điện và bộ đồ phi hành gia.
Trong những năm 1950 và 1960, Oberth đã nêu ý kiến của mình về vật thể bay không xác định (UFO). Ông là người ủng hộ giả thuyết ngoài Trái Đất về nguồn gốc của UFO được nhìn thấy trên Trái Đất. Ví dụ, trong một bài báo trên tạp chí The American Weekly ngày 24 tháng 10 năm 1954, Oberth tuyên bố, "Luận điểm của tôi rằng đĩa bay là có thật, và chúng là tàu không gian từ một hệ mặt trời khác. Tôi nghĩ rằng chúng có thể được điều khiển bởi các nhà quan sát thông minh là thành viên của một chủng tộc có thể đã điều tra Trái Đất của chúng ta trong nhiều thế kỷ..."  Ông cũng đã viết một bài báo trong ấn bản thứ hai của tờ Flying Saucer Review có tựa đề "They Come From Outer Space" (Họ đến từ ngoài Vũ trụ). Ông đã thảo luận về lịch sử của những báo cáo về "vật thể phát sáng kỳ lạ" trên bầu trời, đề cập rằng trường hợp được ghi nhận sớm nhất trong lịch sử là "Shining Shields" (Khiên Sáng) do Pliny Già kể lại. Ông viết, "Đã cân nhắc tất cả các ưu và nhược điểm, tôi thấy lời giải thích về các đĩa bay từ ngoài vũ trụ là khả năng nhất. Tôi gọi đây là giả thuyết "Uraniden", bởi vì theo quan điểm của chúng tôi, các sinh vật dựa trên giả thuyết này dường như đến từ bầu trời (tiếng Hy Lạp – 'Uranos')." 
Cuối cùng, Oberth đến làm việc cho học trò cũ của mình, Wernher von Braun, người đang phát triển tên lửa không gian cho NASA ở Huntsville, Alabama. (Xem thêm Danh sách nhà khoa học tên lửa Đức tại Mỹ). Trong số những thứ khác, Oberth đã tham gia vào việc viết bản nghiên cứu, The Development of Space Technology in the Next Ten Years (Sự phát triển của Công nghệ Không gian trong Mười năm tới). Năm 1958, Oberth quay trở lại Feucht, Đức, nơi ông công bố ý tưởng của mình về một phương tiện thám hiểm Mặt Trăng gọi là "lunar catapult", và trên trực thăng và máy bay "bớt kêu". Năm 1960, trở lại nước Mỹ một lần nữa, Oberth đến làm việc cho Tập đoàn Convair với tư cách là cố vấn kỹ thuật cho chương trình tên lửa Atlas.

## Cuối đời

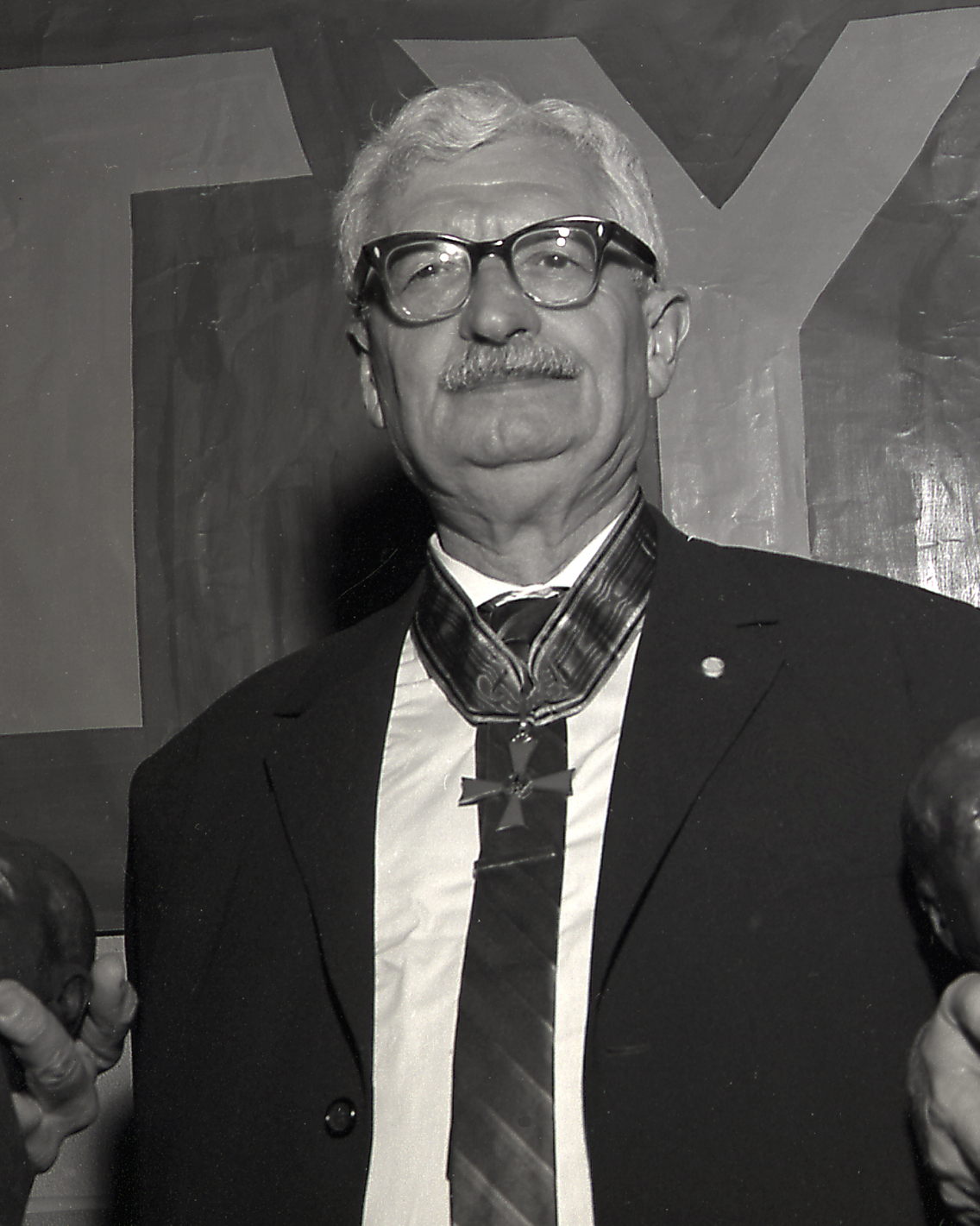
Hermann Oberth với Huân chương Công trạng Cộng hòa Liên bang Đức, 1961

Oberth nghỉ hưu năm 1962 ở tuổi 68. Từ năm 1965 đến năm 1967, ông là thành viên của Đảng Dân chủ Quốc gia, được coi là cực hữu. Tháng 7 năm 1969, Oberth quay trở về nước Mỹ để chứng kiến vụ phóng tên lửa Saturn V thuộc dự án Apollo từ Trung tâm Vũ trụ Kennedy ở Florida đưa phi hành đoàn Apollo 11 trong sứ mệnh hạ cánh đầu tiên lên Mặt Trăng.
Cuộc khủng hoảng dầu mỏ năm 1973 đã truyền cảm hứng cho Oberth xem xét các nguồn năng lượng thay thế, bao gồm cả kế hoạch cho một nhà máy điện gió có thể sử dụng dòng tia. Tuy nhiên, mối quan tâm hàng đầu của ông trong những năm nghỉ hưu là chuyển sang những câu hỏi triết học trừu tượng hơn. Đáng chú ý nhất trong số một vài cuốn sách của ông trong thời kỳ này là Primer For Those Who Would Govern (Sách nhập môn cho nhà cai trị).
Oberth còn quay lại nước Mỹ lần nữa để xem vụ phóng STS-61A, Tàu con thoi Challenger được phóng vào ngày 30 tháng 10 năm 1985.
Oberth qua đời tại Nuremberg, Tây Đức, vào ngày 28 tháng 12 năm 1989, ngay sau khi Bức màn sắt sụp đổ từ lâu đã chia cắt nước Đức thành hai quốc gia.

## Di sản

Bức tượng Hermann Oberth trước tòa thị chính thành phố Sibiu

Bức tượng Hermann Oberth ở Sighișoara tại địa điểm mới nằm trên con đường cũ dẫn từ phố cổ (trên đồi) đến thị trấn mới (mùa hè 2017).

Hermann Oberth được tưởng niệm bởi Bảo tàng Du lịch Không gian Hermann Oberth ở Feucht, Đức và bởi Hội Hermann Oberth. Bảo tàng quy tụ các nhà khoa học, nhà nghiên cứu, kỹ sư và phi hành gia từ phương Đông và phương Tây để thực hiện công việc về tên lửa và thám hiểm không gian.
Ông đã phát hiện ra hiệu ứng Oberth, theo đó một động cơ tên lửa khi di chuyển ở tốc độ cao tạo ra nhiều năng lượng hữu ích hơn so với việc di chuyển ở tốc độ thấp.
Năm 1980, Oberth được giới thiệu vào Đại sảnh Danh vọng Hàng không & Không gian Quốc tế tại Bảo tàng Hàng không & Không gian San Diego.
Ngoài ra còn có một hố va chạm trên Mặt Trăng và tiểu hành tinh 9253 Oberth được đặt theo tên ông.
Hội Hàng không Vũ trụ Đan Mạch đã vinh danh Hermann Oberth là một thành viên danh dự.
Khoa Kỹ thuật Đại học Lucian Blaga ở Sibiu được đặt theo tên ông.
Trong phim Star Trek III: The Search for Spock, con tàu USS Grissom được phân loại là một tàu vũ trụ lớp Oberth. Một số phi thuyền lớp Oberth khác cũng xuất hiện trong các bộ phim và phim truyền hình Star Trek tiếp theo.

## Books
- Die Rakete zu den Planetenräumen (1923) (By Rocket into Planetary Space) (in German) OCLC 6026491
- Ways to Spaceflight (1929) OCLC 255256956
- The Moon Car (1959) OCLC 574140
- The Electric Spaceship (1960) OCLC 20586236
- Primer for Those Who Would Govern (1987) ISBN 0-914301-06-3
- Georgiy Stepanovich Vetrov, S. P. Korolyov and space. First steps. — 1994 M. Nauka, ISBN 5-02-000214-3.
- S. P. Korolev. Encyclopedia of life and creativity" – edited by C. A. Lopota, RSC Energia. S. P. Korolev, 2014 ISBN 978-5-906674-04-3